# Walter Riehl
Pour les articles homonymes, voir Riehl.
Walter Riehl (8 novembre 1881 à Wiener Neustadt - 6 septembre 1955 à Vienne) est un avocat et homme politique autrichien qui a été l'un des premiers représentants du national-socialisme autrichien. Appartenant à l'aile de cette idéologie qui favorisait les liens entre l'Allemagne et une Autriche indépendante, il perdit de son influence à mesure que la volonté d'Anschluss se développait au sein du national-socialisme autrichien et du nazisme allemand.

## Biographie

### Premières années
Originaire de Wiener Neustadt, Riehl s'engage dans l'armée en tant que volontaire pour un an en 1900. Après son service militaire, il s'inscrit à la faculté de droit de l'université de Vienne et, après avoir également étudié dans plusieurs institutions en Allemagne, il obtient son doctorat en droit en 1908. Pendant ses études, il est brièvement actif au sein du parti social-démocrate d'Autriche, où sa principale contribution est une tentative d'influencer ses collègues membres vers le mouvement de tempérance. Membre fervent de l'Église catholique, il est consterné par la tendance au marxisme qui prend de l'importance dans le parti à l'époque, et finit par le quitter avant 1907 en invoquant la prédominance des membres juifs au sein du parti Dès lors, l'antisémitisme sera au cœur du credo politique personnel de Riehl. 

### DNSAP
Se déplaçant vers la droite, Riehl est d'abord un disciple du philosophe conservateur Othmar Spann. Malgré cela, il rejoint le Parti ouvrier allemand (Deutsche Arbeiterpartei - DAP) en 1908. En tant que membre du DAP représentant les classes moyennes, il préconise un changement de nom et un élargissement de l'adhésion au-delà des seules classes ouvrières. Influencé par les théories racialistes radicales de Georg Ritter von Schönerer, Riehl joue un rôle de premier plan dans l'organisation du mouvement de jeunesse du parti. Considéré comme faisant partie de l'aile radicale du DAP, il soutient que la dictature est la seule option pour surmonter le conflit des classes, tout en se faisant remarquer par l'expression de sentiments anti-tchèques. Son engagement dans le parti lui fait perdre le poste qu'il occupait dans la fonction publique autrichienne et il travaille dans un cabinet d'avocats en Allemagne vers 1911.
Après le début de la Première Guerre mondiale, il s'est engagé dans le Landsturm avant d'être rappelé dans l'armée régulière à la fin de 1915, où il a combattu sur le front italien. Il est devenu vice-président du DAP en mars 1918 et deux mois plus tard, il en a pris la tête. Le parti a été rebaptisé Parti national-socialiste des travailleurs allemands (Deutsche Nationalsozialistische Arbeiterpartei - DNSAP) immédiatement après l'éclatement de l'Empire austro-hongrois.
En tant que leader, Riehl a fait évoluer le DNSAP, qui avait été principalement un parti anti-tchèque, vers l'antisémitisme. Il cherche à rejeter la responsabilité des problèmes de l'Autriche sur les Juifs et veut les expulser du pays. Il est également favorable à la participation aux bénéfices et à la réforme agraire et cherche également à développer le parti dans les universités, en créant une Association académique allemande des nationaux-socialistes dès juin 1919. Alors que le DAP était ouvertement un parti de "classe", Riehl cherche à éloigner le groupe de toute considération de ce type, en le rattachant au mouvement völkisch.
Riehl est très tôt au courant de l'existence du Parti ouvrier allemand en Allemagne même et entretient une correspondance avec son premier dirigeant Anton Drexler. Il n'est pas partisan de l'union avec l'Allemagne mais accepte néanmoins très tôt un rôle de soumission à Adolf Hitler, le qualifiant de "unseren reichsdeutschen führer" (notre chef du Reich allemand) en 1922. Il est certain que des contacts ont été établis très tôt entre les deux hommes et Carsten a suggéré que Hitler a ajouté l'épithète "national-socialiste" à son Parti ouvrier allemand en imitant le mouvement de Riehl.
Riehl est resté à la tête du DNSAP jusqu'en 1923, date à laquelle le parti s'est divisé entre les factions pro-Hitler et indépendantistes. Initialement mis en congé, soi-disant pour des raisons de santé, Riehl a finalement été expulsé du parti lorsque l'aile hitlérienne a pris le dessus. Riehl a pris la tête de l'aile indépendantiste du Deutschsozialen Verein, Karl Schulz dirigeant le groupe hitlérien. Le parti de Riehl travaille en étroite collaboration avec le Parti populaire de la Grande Allemagne (Großdeutsche Volkspartei - GDVP) et, lors des élections de 1927, ils présentent une liste commune sous le nom de Nationale Einheitsfront. Il joue également un rôle dans le Frontkämpfervereinigung de Hermann Hiltl, une milice pangermanique indépendante des nazis.

### Retour en grâce
Le profil de Riehl a quelque peu diminué après la scission, l'aile pro-allemande s'étant taillée la part du lion. Cependant, Riehl revient en grâce en 1925 lorsqu'il défend Otto Rothstock lors de son procès pour le meurtre d'Hugo Bettauer. Son implication dans le procès lui permet de regagner du prestige au sein du DNSAP après avoir démissionné de la direction à la suite des schismes de 1923. Riehl acquiert une certaine notoriété pour ses défenses des dirigeants de droite dans un certain nombre d'affaires et à la suite de l'incident de Schattendorf, c'est lui qui obtient l'acquittement des dirigeants de droite accusés.
Riehl retourne chez les nazis le 26 septembre 1930, en étant admis comme membre numéro 360 702. Il retrouve une position importante au sein du parti et utilise cette influence pour promouvoir à nouveau son programme antisémite. En 1931, il demanda la castration de tout homme juif surpris en train d'avoir des relations sexuelles avec une fille aryenne et, lorsqu'il fut élu au conseil municipal de Vienne l'année suivante, il lança un nouvel appel à l'expulsion des Juifs de la région. En effet, pour Riehl, l'antisémitisme était la base même de l'attrait des nazis en Autriche, au même titre que leur anticommunisme.

### Les années suivantes
Malgré ses opinions extrêmes sur les Juifs, Riehl est plus attaché aux méthodes constitutionnelles que certains de ses collègues du DNSAP et il devient critique de certains excès du groupe, à tel point qu'il est à nouveau expulsé le 9 août 1933. Il est particulièrement critique à l'égard de la direction de Theodor Habicht et d'Alfred Frauenfeld, notamment en ce qui concerne le coup d'État raté de 1934 qui se solde par l'assassinat d'Engelbert Dollfuss. Prônant une forme de nationalisme plus chrétienne, il crée le Weiner Stadtklub en tant que groupe de discussion idéologique en 1937, bien qu'il s'avère être largement de caractère nazi.
Brièvement détenu par la Gestapo après l'Anschluss, il tente ensuite de rejoindre le NSDAP mais est rejeté en raison de ses antécédents douteux en matière de soutien à l'union avec l'Allemagne. Il est finalement autorisé à rejoindre le parti nazi, bien qu'il n'ait jamais été plus qu'un membre de base.
Il disparaît ensuite de la scène publique, bien qu'après la Seconde Guerre mondiale, il soit devenu membre du Parti populaire autrichien (Österreichische Volkspartei - ÖVP). Riehl est mort à Vienne le 6 septembre 1955.

## Source
- (en) Cet article est partiellement ou en totalité issu de l’article de Wikipédia en anglais intitulé « Walter Riehl » (voir la liste des auteurs).